# Lianozovo
Lianozovo (Russisch: Лианозово) is een station in aanbouw van de Ljoeblinsko-Dmitrovskaja-lijn  van de Moskouse metro. Het station is onderdeel van de noordelijke verlenging van lijn 10 naar de gebieden, die door Moskou zijn geannexeerd, ten noorden van de MKAD.

## Geschiedenis
In de plannen voor de Serpoechovsko-Timirjazevskaja-lijn uit 1985 was Lianozovo opgenomen als noordelijk eindpunt naast het gelijknamige voorstadsstation. Bij de uitwerking van de plannen voor die lijn verviel het station ten gunste van Altoefjevo. Het noordelijke eindpunt van de Ljoeblinsko-Dmitrovskaja-lijn was destijds gepland bij het voorstadsstation Mark, een halte noordelijker dan Lianozovo.
De bouw van het noordelijke deel van de Ljoeblinsko-Dmitrovskaja-lijn kwam door de Roebelcrisis in 1998 geheel tot staan en toen de bouw werd hervat werden ook bij deze lijn wijzigingen doorgevoerd. In 2011 lag er een nieuw plan voor het station, dit keer haaks op de Savjolovskispoorweg, halverwege de beide voorstadsstations. Het plan werd op 10 mei 2012 goegekeurd maar in 2014 volgde er uitstel tot 2020 in verband met het ontbreken van de bekostiging. In april 2016 werd zelfs een uitstel tot 2025 aangekondigd. In oktober 2016 keurde de Moskouse burgemeester de opening van de verlenging van de lijn tot Seligerskaja in 2019 goed. 3 februari 2017 volgde de goedkeuring door de landinrichtingscommissie van Moskou voor tracé tussen Seligerskaja en Lianozovo. Daarna werd de openingsdatum verschillende malen gewijzigd. In januari 2019 werd de opening in 2023 aangekondigd en vier maanden later werd 2022 genoemd. 

## Aanleg
In maart 2018 werd vlak ten noorden van Seligerskaja begonnen met een startschacht voor de tunnelboormachines voor de verdere verlenging naar het noorden. De aanbesteding voor de verlenging ten noorden van Seligerskaja werd op 5 maart 2018 opengesteld en op 18 april 2018 werd het werk gegund aan Mosmetrostroi. De werkzaamheden begonnen in juni 2019 en op 14 februari 2020 begon de 8e bouwbrigade van metrostroi met de bouw van het station. Het station ligt bij het kruispunt van de Vagonoremontnaja Oelitsa en de Dmitrovskoje Sjosse op 350 meter van het gelijknamige voorstadsstation aan de Savjolovskispoorweg. De twee ondergrondse verdeelhallen worden aangesloten op voetgangerstunnels, de zuidelijke met toegangen aan weerszijden van de Dmitrovskoje Sjosse, de noordelijke met toegangen bij de Lianozovski passage en de Doebninskajastraat bij voorstadsstation Lianozovo. 
Het is de bedoeling om de perrons van het voorstadsstation te verplaatsen zodat bij het metrostation een vervoersknooppunt ontstaat. Hier zal dan ook een ondergrondse parkeergarage voor 585 auto's en een busstation komen.